# 今成夢人
今成 夢人（いまなり ゆめひと、1985年9月22日- ）は、日本の男性プロレスラー及び映像作家。プロレスラーとしてはガンバレ☆プロレス所属。新潟県長岡市出身。血液型O型。

## 経歴

### 学生時代
高校時代はアマチュアレスリング部に在籍。本格的な活動とは無縁な部活動であった。
大学受験に際し見学に訪れた武蔵野美術大学で、アントーニオ本多（当時はアントニオ本多）対長州ミキティによって行われていた学生プロレスの試合を観戦。本多の動きに対して「あらゆるムサビの展示物よりも芸術性を感じ」てしまい、二浪の末に多摩美術大学情報デザイン学科に入学。同時に一橋大学を母体とするHWWA（一橋大学世界プロレスリング同盟）で学生プロレスラーとしての活動開始する。当時のリングネームは「金的桜ヶ丘」。聖蹟桜ヶ丘に住んでいる事に由来して名付けられた。
学生プロレスラーとして、2007年8月10日のDDT闘うビアガーデン興行に参戦。今ではビアガーデンの恒例行事となった時限爆破怪談新沼袋デスマッチでマッスル坂井と対戦した。その後、2008年5月6日に後楽園ホールで行われたマッスル・ハウス6では当時マッスルやDDT本隊に上がっていたアントーニオ本多と特殊ルールで対戦し勝利を収めている。2008年11月11日の第1回のBOYSに本名で参戦しKUDOと対戦。これが公式においてプロレスラーとしてのデビュー戦となっている。
2009年には、卒業制作として短編ドキュメンタリー映画『ガクセイプロレスラー』を撮影。帝京大学などを母体とする学プロ団体「SWSガクセイプロレス」で学生プロレスに情熱を燃やす若者の姿を、独特のユーモアと瑞々しい感性で描写し、国内外の映画祭で上映されるなど高い評価を得た。
またエロワード・ネゲロとして主演を務めた冨永真一郎は、この作品で注目されたのを切掛にユニオンプロレスからプロデビューを目指すことになる。

### 映像作家、映画監督
卒業後、愛知県の中京テレビ放送に入社するも、クリエイティブな仕事をしたい欲求から配属部署における業務内容と環境にギャップを感じ退社。
DDTプロレスリングに映像班のアルバイトとして参加して、「男色牧場クラシックvol.1～安部ユキヒロの憂鬱～」を撮影。被写体である安部行洋の姿と己の現状を重ね合わせドキュメンタリータッチで劇的に追った手法は、従来のDDTの映像作品とは一線を画していた。
その後、DDTプロレスリング社員として各種映像の作製や、ニコニコ動画の配信など映像関連の業務を担当する。2013年、テレビ埼玉で始まった『DDTプロレス中継 さいたまースラム！』については、構成・編集・ナレーションから、完パケ品の納品まで、ありとあらゆる作業を一任されている。
DDTプロレスリングの映画部門進出第1弾として企画された「プロレスキャノンボール2014」ではマッスル坂井総監督の下、助監督として映像の編集作業等に参加。さらには自らも作品の主要登場人物としても出演。自らが所属するガンバレ☆プロレスを注目させたい一心で、同チームの大家健と共に空回りが生じてしまい、それを乗り越えるためにどうすればいいのかが解らず、支離滅裂な行動を取りながら苦悩する様子が作品に収められている。
2016年11月公開の「俺たち文化系プロレスDDT」においても、助監督・撮影・出演にクレジットされている。
DDTプロレスリング → 株式会社TEC → 株式会社CyberFightの映像班と渡り歩いてきたが、2023年9月をもってCyberFightを退社しフリーの映像作家となった（プロレス活動は、ガンバレ☆プロレス所属として継続）。

## プロレスラー

### 戦歴
2008年
- 11月11日、BOYS新木場1stRing大会でのKUDO戦で本名でデビュー。ダイビングダブルニードロップで敗北。

2013年
- 2月24日、ユニオンプロレスを追放となった大家健が新団体としてガンバレ☆プロレスを旗揚げを発表。その記者会見をDDT映像版として撮影していた所、旗揚げに異議を唱える浪口修が強襲。成り行きで今成も襲撃されてしまい、浪口に対して何も反撃できず泣いていた所を大家に奮起を促され、プレ旗揚げ戦に今成夢人として参戦することが決定。
- 3月6日、市ヶ谷南海記念診療所にて行われたプレ旗揚げ戦にて浪口と対戦するも敗北。
- 4月17日、新木場1stRINGでの旗揚げ戦にて再び浪口と対戦するもTKO負け。
- 9月30日、新木場1stRing大会にて行われた5対5イリミネーションマッチで、互いに最後の1人となった浪口と一騎討ちになり、オーバー・ザ・トップロープルールにより念願の勝利を上げた。

2014年
- 1月11日、ユニオンプロレス後楽園大会の休憩開けに大家と共に乗り込み音響ブースを占拠しユニオンとの抗争を宣戦布告。戦いのない今のユニオンプロレスに「天誅」を下すと称して、スーツを着込んだ上に白鉢巻を巻いたスタイルでアジテートを行い、5月18日のゴールデンユニオンで大家が石川修司に敗戦するまでの間、抗争を繰り広げていった。
- 4月7日、新宿FACEにて行われた東京愚連隊興行に高木三四郎とのタッグで参戦し、力&百田光雄と対戦。百田のバックドロップで今成が敗北。
- 6月1日、新木場1stRing大会にて力とタッグで対戦。この試合後に大家の提案により「パワー・オブ・ドリームス」としてタッグを結成。このタッグでは10月のDDT大森ウータンフェスタ大会にて飯伏幸太&佐々木大輔の「ゴールデン☆ストームライダース」と戦い、翌年の新宿FACE大会では石井慧介&入江茂弘による「チーム・ドリフ」と闘うなどの大きな展開を見せた。
- 11月7日、チケット即売会にてDDTを退団していた安部行洋がガンプロへの参戦を直訴。安部がいなくなった4年間であの頃とは違うステージに進んでいる自分が、安部のプロレスへの未練を断ち切ると言い西調布アリーナでの対戦が決定。
- 11月16日、西調布アリーナにて安部行洋と対戦。また同日よりガンバレ☆プロレス女子部(ガン女)に参戦する神田愛実を「URRC（アルティメット・リバース・ライザップ・チャンピオンシップ）」として「倖田愛実」という名で無理矢理プロデュース。徐々に己の趣向を全面に押し出しはじめ、いわゆる「デブ専」である事がファンに周知されはじめる。

2015年
- 5月16日、王子BASEMENT MONSTAR大会にて大家が三富政行に勝利した際に三富の保持していた「いつでもどこでも挑戦権」を獲得。以降、大家と共に再びスーツ&ハチマキスタイルに身を包み、KO-D無差別級王者のKUDOを東京・埼玉・大阪の各会場にてつけ狙いアジテートを繰り返すようになる。6月に大家が挑戦権使用によるKO-D無差別級王座を奪取するまでこれは続いた。
- 10月23日、この年の年末に行われた総合格闘技・アウトサイダーへの参戦を表明[3]、ガンプロに参戦する勝村周一朗（リバーサルジム横浜グランドスラム）の下で総合格闘技の練習に取り組む。
- 12月23日、THE OUTSIDER 大田区総合体育館大会に出場、山口勇と対戦するも0-2の判定で敗北[4]。
- 12月31日、さいたまスーパーアリーナ・コミュニティアリーナにて開催された「RIZIN FIGHTHING WORLD GRAND-PRIX 2015さいたま3DAYS格闘技EXPO」にてガンバレプロレス提供試合で冨永真一郎とシングルマッチ。

2016年
- 1月24日、王子BASEMENT MONSTARにて開催されたトモダチ軍(仮)プロデュース興行にて、トモダチ軍に寝返ったバンビを相手にハンディキャップハードコア“飴とムチ”マッチで公認凶器「飴」を使った戦いを繰り広げる。
- 2月21日、王子BASEMENT MONSTAR大会にて公認凶器持込ルールによる「スイーツ・イン・ア・セル3WAYマッチ～イマナリーとチョコレート工場～」を王子大会で実施。好みのぽっちゃりした女性にシバかれたいという今成の「公私混同」が実現され、神田愛実→竹刀、バンビ→鞭、今成→「お菓子」という公認持込凶器が持ち込まれた。試合では、粉々になったお菓子散乱するリング上で、責められて恍惚の表情を浮かべる今成が更にお菓子をまき散らすという、ある意味凄惨な光景が繰り広げられた。
- 3月29日蕨大会にてスターダムに参戦していた大型女子選手バイパーとのスペシャルマッチ。これはバンビとの一騎討ちが予定されていたが体調不良によりバンビの欠場が決定、やる気をなくし大会への出場辞退を仄めかす今成のために大家が代替選手として用意したカードである。
- 5月24日、DDT春日部ふれあいキューブ大会にて行われた、負けた選手に移動するキング・オブ・ダーク王座戦にて伊橋剛太に敗北し同王座を戴冠。
- 10月2日に行われた初の後楽園ホールでは、大家、三富政行、翔太とともにガンプロ軍を結成。メインイベントにて浪口修・GENTARO・保坂秀樹に大仁田厚を加えた使い捨て軍をノーロープ有刺鉄線マッチで迎え撃ち、大家が浪口から勝利を収める。
- 12月31日、さいたまスーパーアリーナ・コミュニティアリーナにて開催された「格闘技EXPO2016」にてガンバレプロレス提供試合で三富政行とシングルマッチ。

2017年
- 4月2日、王子BASEMENT MONSTAR大会より開催された「世界最強ガンバレ☆タッグトーナメント」にバンビとのタッグで出場、冨永真一郎＆Hi69に敗れる。
- 8月11日、板橋グリーンホール大会より開催された「ガンバレ☆クライマックス 2017」の1回戦にて大家健と対戦し敗北。
- 11月3日、新木場1stRing大会のメイン後にAbemaTV「72時間ホンネテレビ」の企画として草彅剛と男色ディーノが乱入、大家とのタッグで迎え撃つも草彅から3カウントを取られ敗北。
- 12月20日、新木場1stRING大会にて行われたDAMNATIONとの全面対抗戦の一つとして翔太と組み石川修司＆マッド・ポーリーと対戦するも石川に敗北。
- 12月31日、さいたまスーパーアリーナ・コミュニティアリーナにて開催された「格闘技EXPO2017」にてガンバレプロレス提供試合で岡田剛史とシングルマッチ。

2018年
- 3月21日、板橋グリーンホール大会のメインで勝利後に、ガンプロは家族と言う大家にギラギラした戦いがしたいと反発し覚醒。メインを締め、集会も行うなど、後に「今成革命」となる行動を起こす。
- 4月23日、新木場1stRingにてDDT映像班による興業「ベータマニア」を開催。某ゲームの様な世界観で須山大佐らとの無線信号を駆使しながら、ユニバーサル・シリアル・バス選手権試合にてディープ・スロートwithゲノム兵A＆ゲノム兵Bと対戦した。
- 4月28日、板橋グリーンホール大会のメインで岡田剛史とのシングルマッチに勝利。大家抜きの大会締めを行い「今成革命」を本格スタートさせ、以降の大会でも度々締めや集会を行う。
- 7月14日、成城ホール大会にて大家賢人一騎打ちを行うも、試合中に突然乱入してきたサバイバル飛田＆真・木人ケンにより試合はノーコンテスト、緊急特別試合として大家健＆今成夢人でこれを迎え撃つが木人がレフェリー暴行で反則負け。試合後ガンバレ☆クライマックス1回戦でそれぞれシングルマッチを行うことが決定。
- 8月11日、成増アクトホール大会より開催された「ガンバレ☆クライマックス2018」トーナメント1回戦で真・木人ケンと対戦。サバイバルゲームの銃器で武装しこれで銃撃、更に2階からのダイビングエルボードロップでKO勝ちを収める。
- 8月12日、板橋グリーンホール大会にて開催された「ガンバレ☆クライマックス2018」準決勝で翔太、決勝で 冨永真一郎を破り初優勝。試合後のマイクで会場に居た高木三四郎を呼び、DDTグループで押さえてある12月16日の後楽園をガンプロに譲ってほしいと嘆願し高木はこれを受理。
- 9月13日、市ヶ谷南海記念診療所大会にて全3試合全てに出場、“今成革命体制”の興行を取り仕切った。
- 9月29日、板橋グリーンホール大会にて石井慧介の保持するインディペンデント・ワールド・ジュニアヘビー級王座に挑戦するも敗北。
- 11月9日、新木場1stRingにて開催された「ALL DOIN」に出場、 佐々木幹也とのタッグで木原文人&宮原検討中と対戦。
- 12月16日、後楽園ホール大会のセミファイナルにて戦闘民族との対抗戦に勝利。メインにて大家に勝利し抗争に終止符を打とうとした藤田ミノルに試合後「草彅剛に負けたA級戦犯の俺を殺しに来てくれ」と対戦を要求。更に観客に向け「僕らはもう弱いところを見せるとかしたいんじゃないんですよ！　生き続けてるってことを見せたいんですよ！」「俺たち強くなっていいですか？」等と絶叫。
- 12月31日、さいたまスーパーアリーナ・コミュニティアリーナにて開催された「格闘技EXPO2018」にて行われたガンバレプロレス提供試合のメインイベントで参戦。

2019年
- 1月6日、北沢タウンホール大会にて藤田ミノルと対戦するも敗北、抗争は更に春日萌花らへと引き継がれていった。
- 1月26日、板橋グリーンホール大会後の集会にて「プロレスが分からなくなった」と言い出し、翌月の大会にて「プロレスの教科書を買う」と宣言。
- 2月21日、新木場1stRING大会にて大谷晋二郎とシングルで対戦し敗北。試合後、大谷から「プロレスの教科書、165ページ！強くても弱くてもいい！かっこよくても、かっこ悪くてもいい！プロレスラーであるならば、試合で自分の生き様を魅せるんだ！それが本当のプロレスラーだ！」との言葉を貰う。
- 3月23日、板橋グリーンホール大会にて藤田ミノルと再戦し両者KOとなる。また、戦闘民族との抗争も終了する。
- 4月14日、王子BASEMENT MONSTARにて自身のプロデュース興行「ぽっちゃり女子プロレス」旗揚げ戦「レッスル＆ぽちゃティブ」を開催。メインでまなせゆうなと対戦し勝利。試合後、自身の体型に悩むまなせに「今のまなせさんが一番魅力的」「ありのままに生きてくしかないんだよ！」と激励。
- 5月6日、板橋グリーンホール大会のメインにて田中将斗とシングルで対戦し敗北も「気持ちがいい試合が出来た。本当感謝しています！」との言葉を貰う。
- 6月2日、BumB東京スポーツ文化館大会にて「ぽちゃじょアナザーストーリー」としてミス・モンゴルとシングルで対戦し敗北。試合後、次回ぽちゃ女の開催を宣言。大会後の大家の集会を襲撃した翔太とガッツ石島をモンゴルと共に排除、これによりガンプロ＆ぽちゃ女連合軍vs真GUTS軍＆よしむらプロレス連合軍の抗争が始まる。
- 6月16日、王子BASEMENT MONSTAR大会にて真GUTS軍に勝利し、封印状態であったGWC6人タッグ王座の復活と同王座への挑戦を要求。
- 7月17日、新木場1stRing大会にて大家、ミス・モンゴルと共にGWC認定6人タッグ王座決定戦に挑戦しこれに勝利、同王座の第20代王者となる。
- 8月10日、板橋グリーンホール大会にて真GUTS軍の黒田哲広と対戦し敗北も、試合後に今成が黒田のファンだったことを告白した上、哲っちゃんカッターの使用許可を求めると黒田は快諾。
- 8月11日、板橋グリーンホール大会にて新井健一郎を加えた真GUTS軍を相手にGWC認定6人タッグ選手権試合を行うも防衛に失敗。
- 9月14日、王子BASEMENT MONSTAR大会にてリマッチを行うも奪取ならず。試合後の今成の独特なマイクに新井は「新しいタイプだ」と評価、今成は新井にシングルマッチを要求。
- 8月20日、新木場1stRingにて、ぽっちゃり女子プロレスの第二回興行「P2 トレインスポチャッティング」を開催。ぽっちゃりの母を持つ竹下幸之介とメインで対戦し敗北。また竹下の母の竹下恵子もスペシャルアンバサダーとして試合前に登場。
- 9月28日、板橋グリーンホール大会にて新井健一郎とのシングルに敗北も、試合後の今成の狂気のマイクに新井は「いつになったら俺の掌で転がってくれるんだ、まるで俺が今成の掌で転がされているようだ」「マイクでも負けを認めます！」「俺は金輪際、オマエとのシングルマッチを断固拒否する！」と言い退場。
- 10月26日、板橋グリーンホール大会にて大谷譲二・鈴木心と共に元学プロのトリオを組み、GWC6人タッグ選手権試合に挑むも敗北。
- 11月16日、日本ガイシスポーツプラザ第3競技場大会にて「ぽちゃ女ワールドトライアウト」と題し東京女子プロレスに参戦中だったナイトシェイドと対戦し敗北、試合後に「ぽちゃ女の常連外国人になってほしい」とスカウトし、再びの来日を約束。
- 12月8日、大阪市すみのえ舞昆ホール大会にて空牙と対戦し敗北。試合後、空牙も自身と同じぽっちゃり好きであると明言し、ぽっちゃり女子プロレス関西支部の支部長に一方的に任命。
- 12月22日、東京芸術センター大会にて大家、ミス・モンゴルと共にGWC認定6人タッグ王座決定戦に挑戦しこれに勝利、同王座に再び返り咲く。

2020年
- 2月2日、王子BASEMENT MONSTARにて今成夢人単独興行『全身今成』を開催。某ゲームのような雰囲気で独自の世界観を展開。
- 2月24日、成城ホール大会にて石井慧介の保持するインディペンデントワールド世界ジュニアヘビー級選手権に挑戦するも敗北。
- 3月26日、新木場1stRingで開催された「まっする2」の第二部・必殺技男子にて主役「ドリームボーイ今成」として出演。コロナ禍によるプロレス有人大会が開催の危機となる中「プロレスがしたいです」と涙ながらに訴え、ビッププリンス納谷と対戦し勝利。
- 6月14日、板橋グリーンホール大会にて約3ヶ月ぶりの有観客試合。
- 6月29日、ZERO1の開催する「第17回天下一ジュニアトーナメント2020」への参戦が発表。
- 7月5日、ZERO1新木場1stRing大会にて開催された「第17回天下一ジュニアトーナメント2020」1回戦の大谷晋二郎戦にて時間切れ引き分け、2カウントルールの延長戦でサムソンクラッチで2カウントを奪い大金星を挙げる。
- 7月25日、ZERO1アゼリア大正大会にて開催された「第17回天下一ジュニアトーナメント2020」2回戦でHUBと対戦し敗退。
- 9月12日、板橋グリーンホール大会にてTHE HALFEE（勝崎周之助＆春見澤萌彦＆桜井鷲）を相手にGWC認定6人タッグ選手権の防衛戦を行うも敗北し同王座陥落。
- 10月16日、後楽園ホール大会のメインイベントに大谷晋二郎とのタッグ「ホットジャパン」で石井慧介＆入江茂弘と対戦するも敗北。バックステージで入江は「一人ここに立つべきではない人間がいた」と今成に辛辣なコメント。
- 12月20日、ZERO1配信マッチにて行われた「風林火山タッグトーナメント2020」に大谷とのタッグでエントリー、1回戦で田中将斗＆菅原拓也組と対戦し今成が菅原から勝利し駒を進める。
- 12月25日、ZERO1新宿FACE大会にて行われた風林火山タッグトーナメント2020にて、準決勝で横山佳和＆クリス・ヴァイス組を下し決勝進出。決勝ではNWAインターコンチネンタルタッグ王座決定戦もかけられ、ヤス久保田＆ヒデ久保田組を下しトーナメント優勝。同時に第44代NWAインターコンチネンタルタッグチャンピオンとなる。

2021年
- 1月17日、大阪市平野区民ホール大会にてTHE HALFEEの保持するGWC認定6人タッグ王座に空牙・まなせゆうなと共に「ぽっちゃり女子東西連合軍」を組み挑戦するも敗北。
- 2月5日、レッスル武闘館にて行われた「崖のふち女子プロレス」に参戦。まなせゆうなとのタッグで松本都＆クリス・ブルックス組と対戦、崖のふち女子とぽちゃ女の団体存亡をかけた対抗戦が繰り広げられ、ぽちゃ女がこれに勝利。
- 2月7日、北沢タウンホール大会でのレッカ戦でタイガードライバーを初公開。また同大会に参戦していた日高郁人にシングルを要求、また「あなたのいた団体（ZERO1）の、俺はメシアになる！」と宣言。
- 2月21日、成増アクトホール大会にて日高郁人とのシングルに敗北。
- 3月9日、後楽園ホールで開催された「まっする4」ではレンタルヒールターンでパイプイス男子に参加。
- 3月21日、板橋グリーンホール大会のメインで行われた6人タッグで再び入江茂弘と対戦。試合後、入江は後楽園での対戦時に自身も力を出し切ることができず悔しかった旨を吐露。更に同じぽっちゃり好きである事も告白し、まなせと共にGWC認定6人タッグ王座に挑戦することを表明。
- 4月7日、後楽園ホール大会にて、朱崇花＆新納刃＆冨永真一郎の保持するGWC認定6人タッグ王座に挑戦するも敗北。試合後、再挑戦への結束を固める。
- 6月6日、さいたまスーパーアリーナ・メインアリーナで開催された「CyberFight Festival 2021」のSTARTING BATTLEのメインにガンバレプロレス提供試合のメンバーで参戦。
- 6月12日、北沢タウンホール大会より開催の「第1回ガンプロミックスト・タッグトーナメント」にまなせゆうなとのタッグ「逆噴火紫炎軍」で出場、 1回戦の翔太＆ミス・モンゴルに勝利。
- 6月27日、板橋グリーンホール大会にて行われた「第1回ガンプロミックスト・タッグトーナメント」準決勝にて勝村周一朗＆春日萌花と対戦するも敗退。
- 7月4日、鶴見青果市場にて開催されたFMW-E旗揚げ戦に出場、太仁田ブ厚とフェイク・エクスプロージョンマッチで対戦し電流爆破風バズーカで勝利。
- 9月16日、DDT浅草花劇場大会にて男色“ダンディ”ディーノ＆飯野“セクシー”雄貴のユニット「フェロモンズ」の第三のメンバー「今成"ファンタスティック"夢人」として登場。
- 9月19日、ZERO1後楽園ホール大会にて、怪我で欠場となった大谷晋二郎の代打としてメインイベントに出場、阿部史典の保持するインターナショナルジュニアヘビー級王座&NWA世界ジュニアヘビー級王座のジュニア2冠に挑戦するも敗北。
- 9月21日、怪我で長期欠場となった大谷からの申し出でインターコンチネンタルタッグ王座を返上。
- 11月3日、DDT大田区総合体育館大会にてフェロモンズが第44代KO-D6人タッグ王座を戴冠。

2022年
- 5月3日、ガンプロ後楽園ホール大会で行われたスピリット・オブ・ガンバレ世界無差別級王座選手権試合にて高岩竜一に勝利、第2代王者となる。同年に日活配給映画『愛してる!』に出演して以降は、「ロマンポルノスター」を二つ名とした。

2023年
- 3月1日、ガンバレ・プロレス代表として『ジュニア夢の祭典 〜ALL STAR Jr. FESTIVAL 2023〜』では第4試合6人タッグマッチに出場[5]。童貞を殺すセーター姿で入場し（3人とも私物[6]）、佐藤光留、田口隆祐と共に変態トリオを結成した[6]。

### 総合格闘技戦績
| 総合格闘技 戦績 | 総合格闘技 戦績 | 総合格闘技 戦績 | 総合格闘技 戦績 | 総合格闘技 戦績 | 総合格闘技 戦績 | 総合格闘技 戦績 |
| --------------- | --------------- | --------------- | --------------- | --------------- | --------------- | --------------- |
| 1 試合          | (T)KO           | 一本            | 判定            | その他          | 引き分け        | 無効試合        |
| 0 勝            | 0               | 0               | 0               | 0               | 0               | 0               |
| 1 敗            | 0               | 0               | 1               | 0               | 0               | 0               |

| 勝敗 | 対戦相手 | 試合結果          | 大会名                                | 開催年月日     |
| ×    | 山口勇   | 2R3分00秒 判定0-2 | THE OUTSIDER 大田区総合体育館 SPECIAL | 2015年12月13日 |

### タイトル歴
DDTプロレスリング
- 第16代キング・オブ・ダーク王座
- 第44代KO-D6人タッグ王座（今成"ファンタスティック"夢人として。パートナーは男色"ダンディ"ディーノ、飯野"セクシー"雄貴）

ガンバレ☆プロレス
- 第2代スピリット・オブ・ガンバレ世界無差別級王座
- 第20代・22代 GWC認定6人タッグ王座（パートナーは大家健、ミス・モンゴル）
- ガンバレ☆クライマックス優勝（2018年）

プロレスリングZERO1
- 第44代NWAインターコンチネンタルタッグ王座（パートナーは大谷晋二郎）
- 風林火山優勝（2020年）（パートナーは大谷晋二郎）

その他
- ユニバーサル・シリアル・バス王座

### 得意技
ジョーブレイカー・ラリアット
タイガードライバー
ヘッドロック・ドライバー
ディーン・アンブローズの初期型ダーティーディーズと同型。
スーパーフライ
リバーススプラッシュ。
ルーテーズプレス
学プロ時代からの得意技。
フィッシャーマンズ・スープレックス
同じく学プロ時代からの得意技。
とんがりコーンフィンガー・フロム・ヘル
ぽっちゃりへの膝蹴り
デブペナルティー
公私混同クラッチ
外道クラッチ

### 入場曲
POISON 〜言いたい事も言えないこんな世の中は〜（反町隆史）
通常の入場曲。
Supernature（Instrumental CLIMAX edit）（Cerrone、映画「CLIMAX」テーマ曲）
今成"ファンタスティック"夢人としての入場曲。

## 映像作品

### 映画
- 「ガクセイプロレスラー」（短編ドキュメンタリー映画）
  - 多摩美術大学卒業制作最優秀作品賞
  - イメージフォーラム・フェスティバル2010ジャパントゥモロウ部門観客賞２冠
  - 第12回長岡インディーズムービーコンペティション審査員特別賞
  - バンクーバー国際映画祭2010DRAGONS & TIGERS SHORTS部門招待
  - 『日韓海峡圏映画祭』日韓ムービーアワード2010奨励賞
  - ゆうばり国際ファンタスティック映画祭2011フォアキャスト部門招待
  - Short Shorts Film Festival & Asia 2011 NEO jAPAN部門招待

### その他
- DDT Dramatic Award 2015 ベスト煽りV

2015年8月23日 DDT両国国技館大会　HARASHIMAvs棚橋弘至の試合前VTR
- DDTプロレス中継 さいたまースラム!  （テレビ埼玉）

構成、編集、ナレーション

## 映画出演
- 愛してる!（2022年9月16日、日活）[7]